# Орлово Первое
Орлово Первое (Орлово-Первое) — деревня в Козельском районе Калужской области. Входит в состав сельского поселения «Село Попелёво».

## Географическое положение
Расположена на левобережье реки Зарочинка (приток Серёны), примерно в 8 км к северу от села Попелёво.

## Население
На 2010 год население составляло 9 человек.